# Pachylemur
Pachylemur (Lamberton, 1948) è un genere estinto di lemuri vissuto in Madagascar.

## Distribuzione
Con due specie (Pachylemur insignis e Pachylemur jullyi) era diffuso su tutta la costa orientale dell'isola.

## Descrizione
Lo scheletro dei Pachylemur è molto simile a quello dei vari, al punto che molti studiosi consiglierebbero l'accorpamento del genere a Varecia.

Rispetto ai vari, il cranio era ovviamente più grande (15 cm) ed arrotondato: gli arti, inoltre, erano più forti e robusti, a sottolineare una vita molto più terricola. Doveva pesare circa 10 kg.
Questi animali si nutrivano di frutti, fiori, nettare, non disdegnando probabilmente anche materiale vegetale più coriaceo.

## Comportamento
Si trattava di animali terrestri, erbivori e molto probabilmente diurni.

La loro estinzione, come quella di gran parte dei grandi animali malgasci, è rapportabile con l'arrivo dell'uomo sull'isola, circa 1500 anni fa. Oltre alla caccia a scopi alimentari, questo animale deve molto verosimilmente aver sofferto un cambiamento climatico che provocò la scomparsa di gran parte del suo habitat, ed al quale non riuscì a far fronte a causa dello scarso tasso riproduttivo.